# Virve Roolaid
Virve Roolaid (mariée Poldsam), née le 2 novembre 1933 à Pankjavitsa, est une athlète soviétique spécialiste du lancer du javelot, devenue estonienne lors de l'indépendance. 

## Biographie

### Palmarès
| Date | Compétition           | Lieu     | Résultat | Performance |
| ---- | --------------------- | -------- | -------- | ----------- |
| 1954 | Jeux universitaires   | Budapest | 1re      | 51,52 m     |
| 1954 | Championnats d'Europe | Berne    | 2e       | 49,94 m     |

### Records
| Épreuve           | Performance | Lieu  | Date            |
| ----------------- | ----------- | ----- | --------------- |
| Lancer de javelot | 56,47 m     | Tartu | 24 juillet 1963 |